# 保加利亞文化

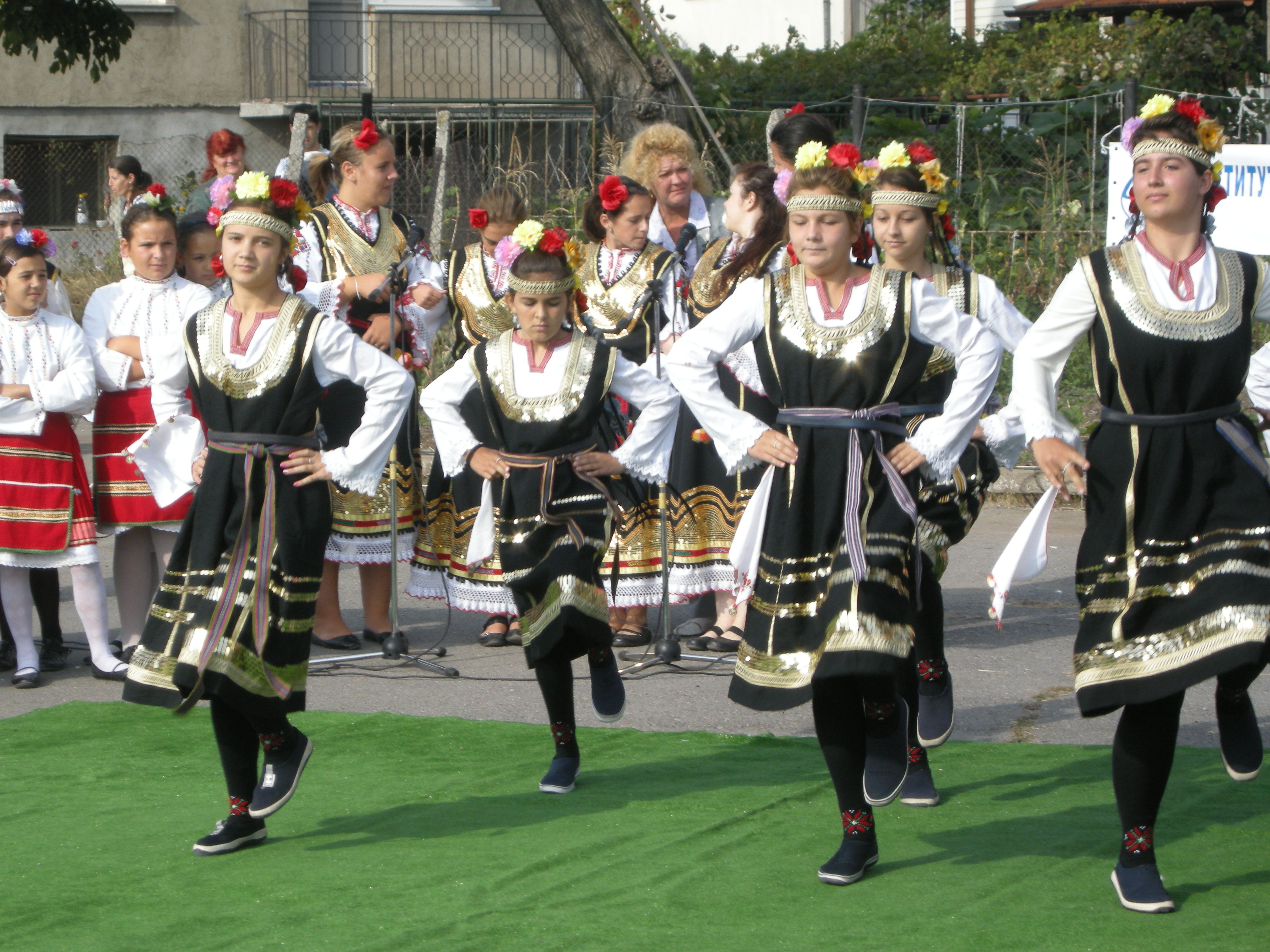
保加利亞傳統舞蹈

許多古代文明都在保加利亞的文化、歷史和遺產留下足跡，包括色雷斯人、古希臘人、羅馬人、東哥德人、斯拉夫人、瓦良格人，特別是保加爾人。因為這些，使得保加利亞成為世界擁有最豐富民俗文化的國家之一。色雷斯人的手工藝包含墓葬類與金飾品，保加爾人則遺留下音樂遺產與古建築。色雷斯人的一些儀式，例如薩樂桑（Zarezan）、庫克里與三月節直到今日仍然存活於現代的保加利亞文化中。
在保加利亞的瓦爾納墓地，曾發現了世界最古老的黃金工藝品，其歷史可以追溯到西元前5,000年。中世紀時期，保加利亞是斯拉夫世界的文化中心之一，並且是西里爾字母的發明國。
到了19和20世紀，保加利亞繼續對人類文化作出貢獻，有些是個人的成就，例如約翰·阿塔納索夫——一位具有保加利亞與英國血統的美國公民，被視為數位電腦的共同發明者。一些著名的歌劇演唱家（尼可萊·吉奧羅夫、柏里斯·克里斯多夫、萊娜·卡白凡斯卡、杰娜·迪米特洛娃、安娜·托莫娃-辛都、維塞莉娜·卡薩洛娃）、鋼琴家阿列克西斯·懷森伯格，以及成功的藝術家（克里斯多與珍妮-克勞德、朱勒·帕斯金、弗拉迪米爾·季米特洛夫），將保加利亞文化散佈到國外。